# Hylesia rubrifrons
Hylesia rubrifrons är en fjärilsart som beskrevs av William Schaus 1911. Hylesia rubrifrons ingår i släktet Hylesia och familjen påfågelsspinnare. Inga underarter finns listade i Catalogue of Life.